# Carole Bianic
Carole Bianic (Saint-Pol-de-Léon, 22 gennaio 1981) è un'attrice francese.

## Biografia

### Carriera
In giovane età, ha iniziato a ballare e a prendere lezioni di piano. Al liceo, specializzata in arte, ha frequentato corsi di teatro, incoraggiata dai suoi genitori. Si è formata nella recitazione, nella regia e nell'iniziare l'improvvisazione, la commedia dell'arte e il clowning. Questa passione per la scena l'ha portata a Parigi nel 1999, dove ha studiato con Jean Laurent Cochet. Comico in divenire, ha iniziato al cinema con alcuni cortometraggi, alcune apparizioni in serie televisive e un lungometraggio nel 2008.
Allo stesso tempo, l'altra sua passione per l'equitazione e un periodo di dubbi sulla sua carriera di attrice hanno portata a passare il suo diploma BPJEPS per diventare insegnante di equitazione nel 2011 .
Si è fatta conoscere in televisione col personaggio di Adeline Briard, ufficiale di polizia bretone come lei, ruolo femminile principale nella serie Cherif, trasmessa su France 2 dal 2013 .
Nel 2017 dà alla luce un bambino di nome Lino, nato dall'unione con Vincent Giovanni, uno dei registi della serie Cherif e nipote dello scrittore e regista francese José Giovanni.

## Teatro
- 1999 : Karl Valentin's Aquarium e Sunday di Michel Deutsch , diretto da Carole Bianic, nell'ambito del Panoramas Festival
- 2000 : Quadriglia di Sacha Guitry : Paulette
- 2001 : Se mi è stato detto La Fontaine , dopo Les Fables de La Fontaine , diretto da Jean Laurent Cochet
- 2002 : The Bel Indifférent di Jean Cocteau , diretto da Krassimir Stoytcheff , nell'ambito della mostra "Jean Cocteau a Montparnasse - Ailleurs et Après" al Museo Montparnasse
- 2003 : Aspirazioni , recita poetica e musicale di Rémi Préchac
- 2004 : A casa di mia madre Rémi Préchac
- 2005 : Il guardiano notturno di Sacha Guitry , diretto da Jean-Laurent Cochet : Madame.

## Filmografia

### Cinema

#### Lungometraggi
- 2008: La donna di nessuno (Sans état d'âme), regia di Vincenzo Marano

#### Cortometraggi
- 1999 : Nessuno ha detto nulla , cortometraggio sull'infanzia maltrattata di Mélanie Le Marchand , 1 ° premio al festival del cinema di Sarlat
- 2001 : Breiz di Corentin Pichon
- 2005 : vendita di Valentin Bardawil
- 2005 : Scarpe da donna di Eddy Frédéric
- 2006 : Oh! Mia moglie Olivier Dujols : Corinne 5

### Televisione

#### Telefilm
- 2008 : Life One di Frédéric Auburtin : Julien's Lawyer
- 2010 : Il piccione di Lorenzo Gabriele : la signora Berniqué
- 2016 : The Unknown Brocéliande Vincent Giovanni : Elodie Lemeur

#### Serie TV
- 2007 : Julie Lescaut , episodio " Gap of conduct " (17-3): Sandrine Belmain
- 2007 : suor Thérèse.com , episodio " Fallen from the sky " (1-11): Sophie Nattier
- 2008 : Sul thread , episodio " William " (2-4): una poliziotta
- 2009 : Second Chance , episodi (1-137-1-140): Daphne Juliani
- 2010 : The Invincibles , episodio (1-3): Krystel
- 2011 : The Sunday Song : Margareth
- 2011 : Impronte criminali , episodio " The Prison Case " (1-5): Hugan Eglantine
- 2013 - 2018 : Cherif , stagioni 1, 2, 3, 4 e 5: il capitano Adeline Briard
- 2014 : Sezione di ricerca , episodio " Bluebeard " (8-4): Laetitia Darnal
- 2019 : Balthazar 1ª stagione episodio 5
- 2019 : Hudson & Rex, episodio “ The French Connection ” (Un aroma prezioso) (2-10): Valérie Bertrand

### Doppiaggi
- 2017 : Baby Boss : hostess